# Christian Friedrich Schuricht
Christian Friedrich Schuricht, né le 5 mars 1753 à Dresde où il est mort le 2 août 1832, est un architecte, paysagiste et graveur saxon, auteur notamment du nouveau palais et du jardin chinois au château de Pillnitz.

## Biographie
Schuricht est né à Dresde et a été élève de Friedrich August Krubsacius.
Il a été nommé en 1812 par Frédéric-Auguste Ier de Saxe architecte de sa cour.
En 1814, il a réalisé à la demande du prince Nikolai Grigorjewitsch Repnin-Wolkonski, gouverneur général de Saxe, le troisième belvédère (de) de Dresde (disparu en 1842). Lorsque le palais de la comtesse du château de Pillnitz a été détruit par un incendie en 1818, Frédéric-Auguste l'a chargé d'en reconstruire un à la place. Ce « Nouveau palais » (Neues Palais) a été achevé en 1826.
Il est de style néoclassique, mais le toit suit le modèle des autres bâtiments du château créés par l'architecte de cour Matthäus Daniel Pöppelmann dans les années 1720,.
Schuricht était membre de deux loges maçonniques de Dresde.

## Réalisations notables
- vers 1780, jardin paysager de Grünfelder Park (de) à Waldenburg
- 1788–1791, façade occidentale du château d'Ebersdorf à Saalburg-Ebersdorf
- 1790–1804, jardin et pavillon chinois du château de Pillnitz
- 1791–1798, intérieur de la Maison romaine (de) de Weimar avec le peintre suisse Johann Heinrich Meyer
- 1792–1796, église de Zitzschen (de) (un quartier de Zwenkau)
- 1795, château de Kuckuckstein (de) à Liebstadt, avec notamment Carl August Benjamin Siegel (de)
- avant 1799, temple monoptère du parc du château de Bad Köstritz
- 1800, importantes modifications du château de Gaußig (de) à Doberschau-Gaußig
- 1801, église évangélique Sainte-Marie (de) à Greiz
- 1801–1807, agrandissement et transformation en parc du jardin du château de Saalburg-Ebersdorf
- 1811-1814, Vogelsches Gartenhaus (de) pour le peintre Christian Leberecht Vogel à Dresde
- 1814, construction du troisième belvédère (de) de Dresde (remplacé en 1842)
- 1818, salle du sénat de l'école des mines de Freiberg
- 1819–1826, « Nouveau palais » du château de Pillnitz

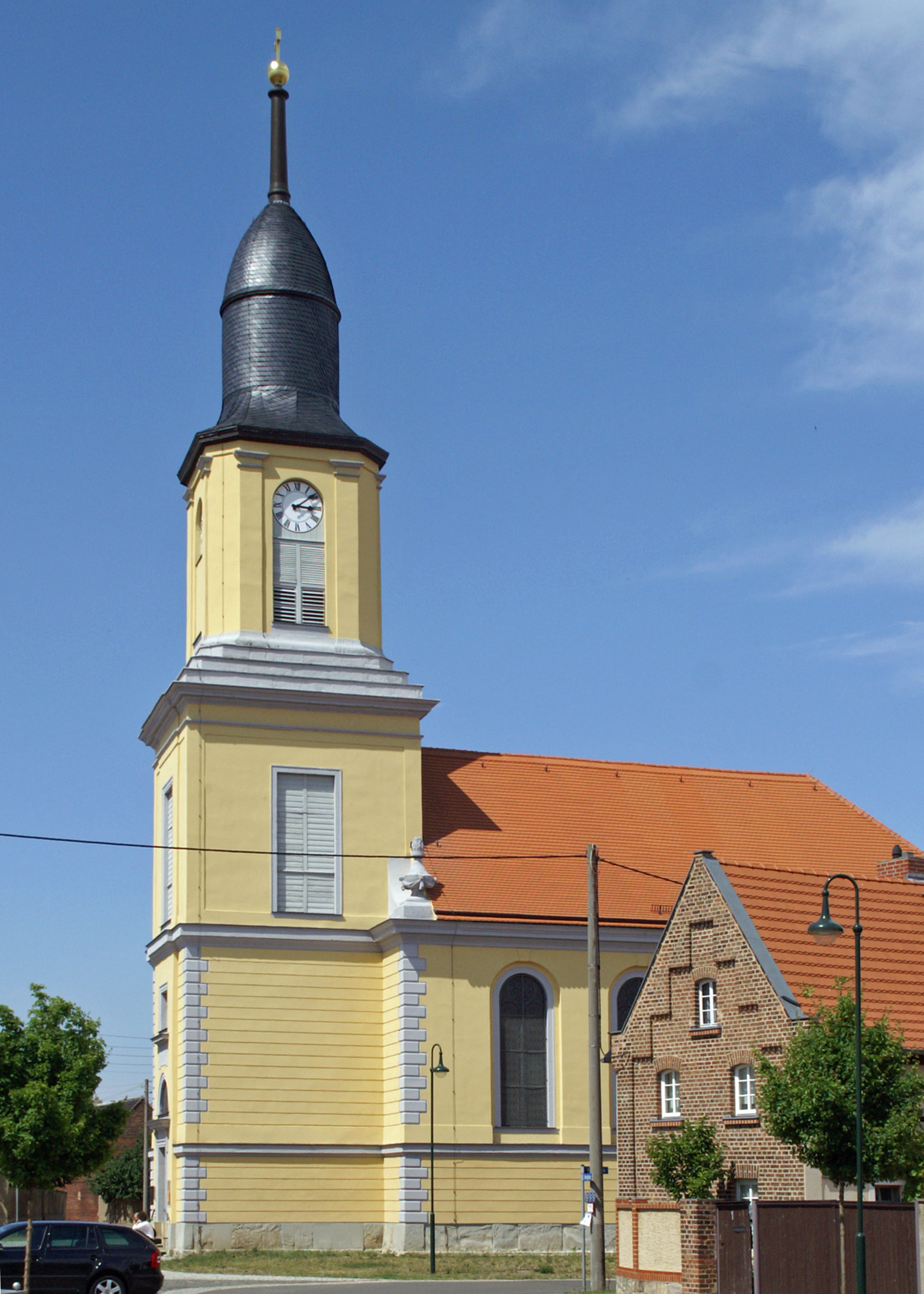
église de Zitzschen (de)
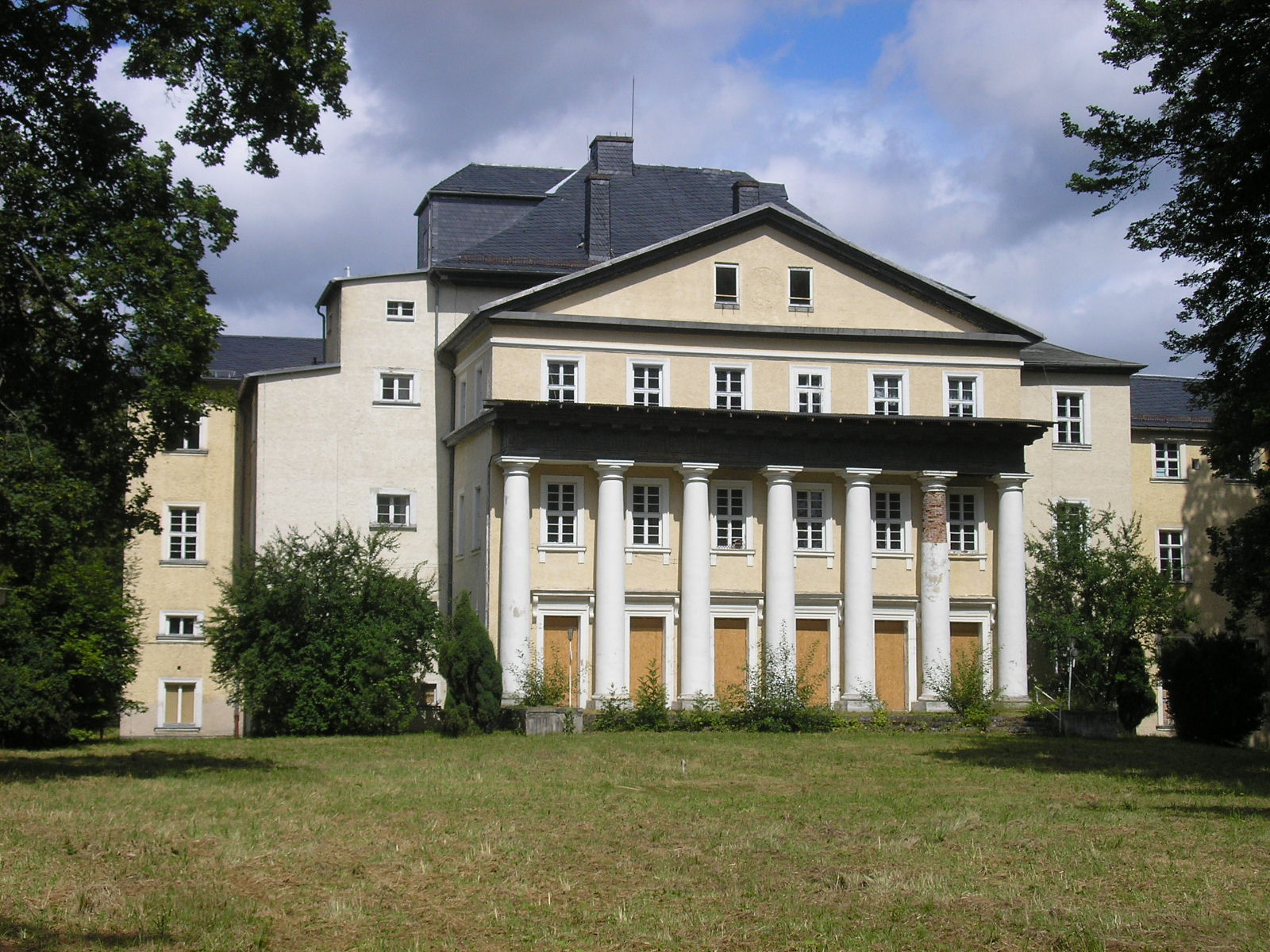
Façade occidentale du château d'Ebersdorf
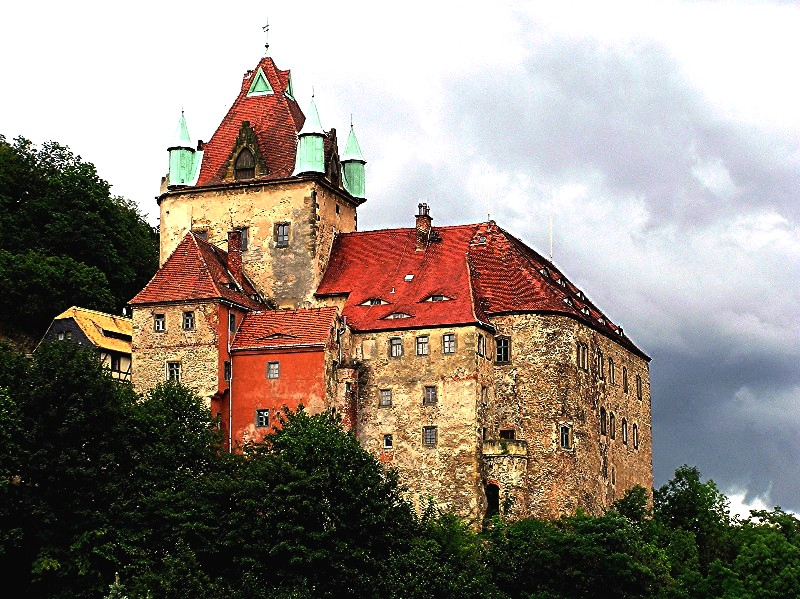
château de Kuckuckstein (de) à Liebstadt
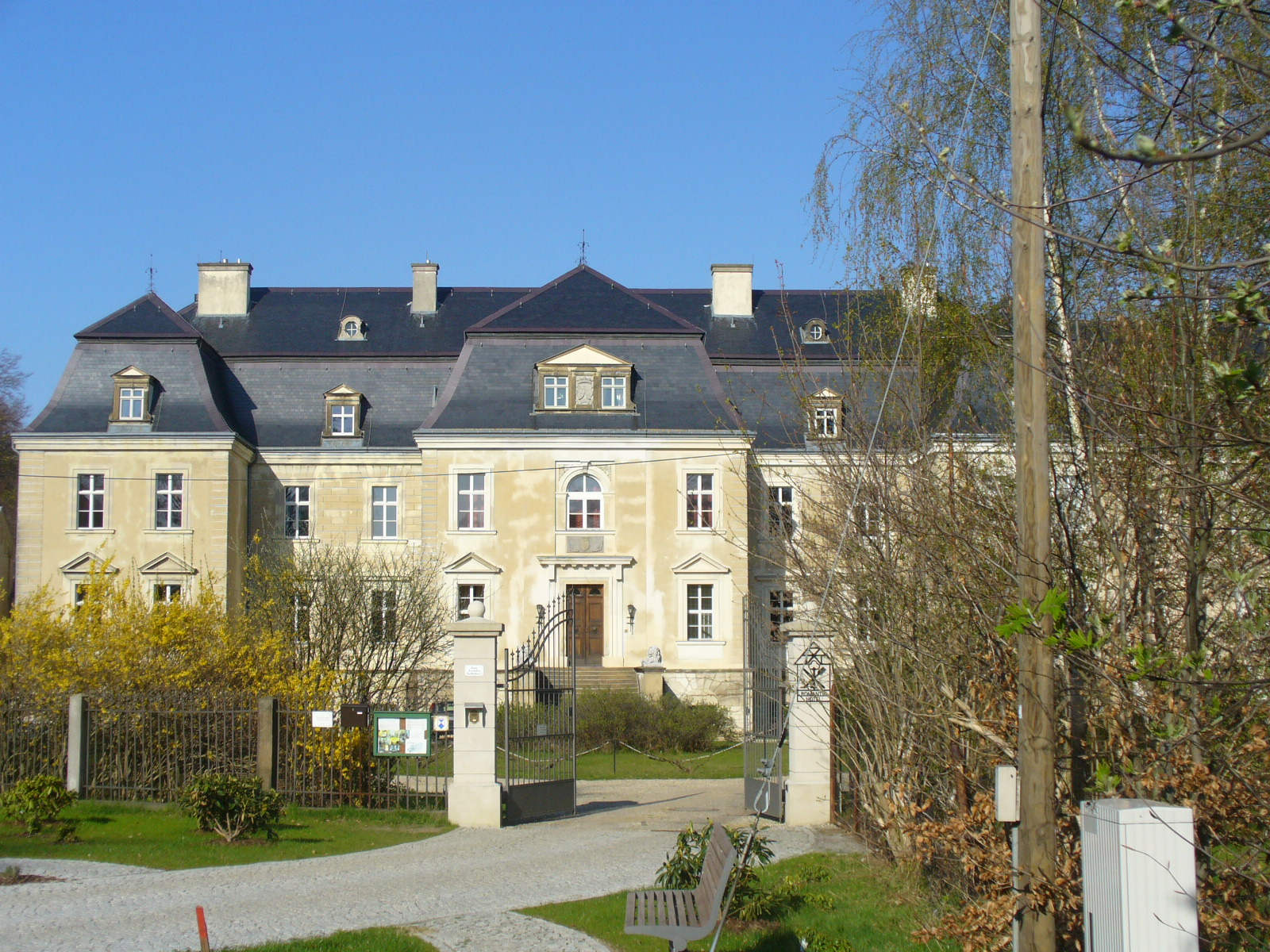
Château de Gaußig (de)
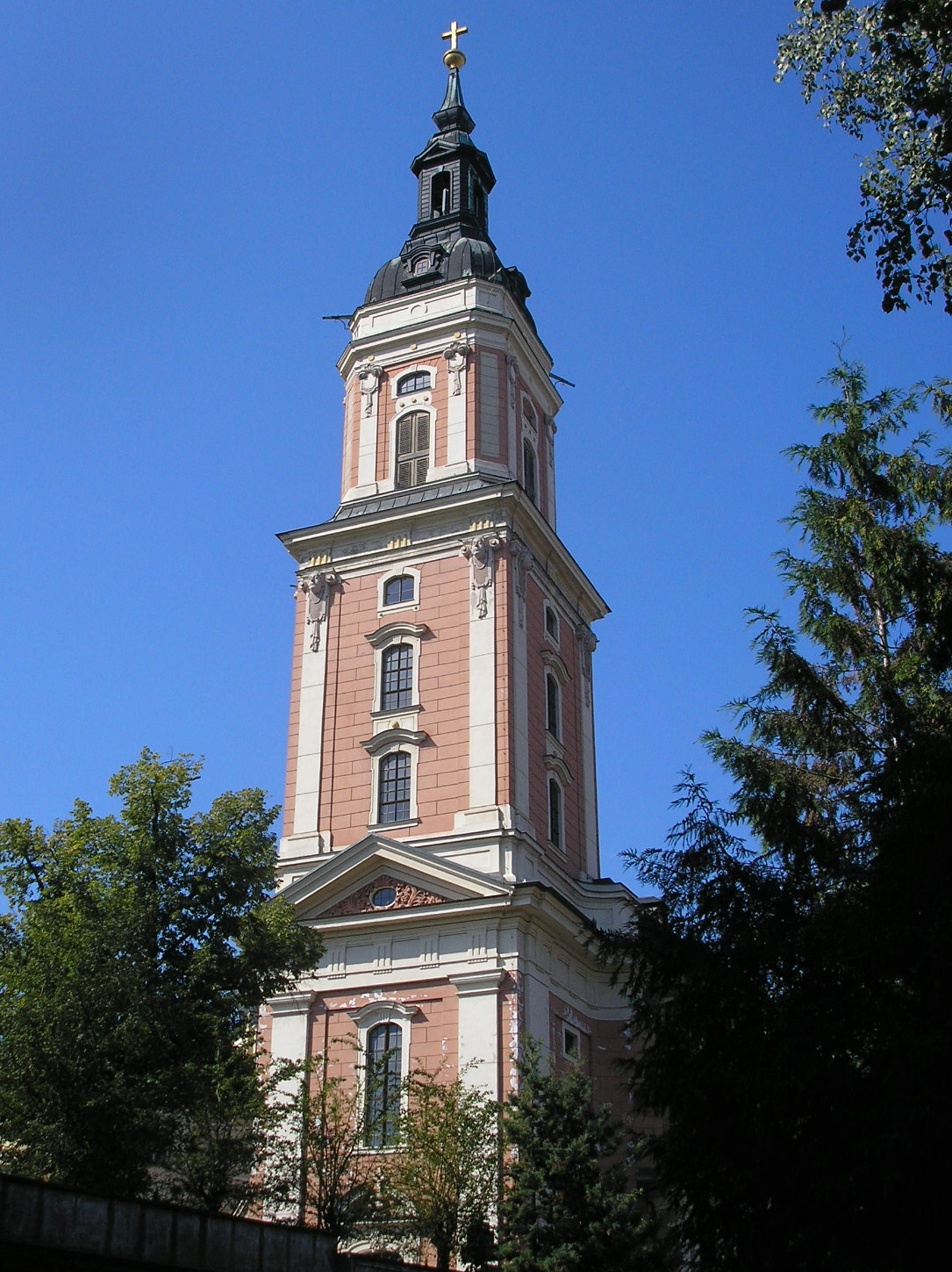
Tour de l'église Sainte-Marie (de) de Greiz
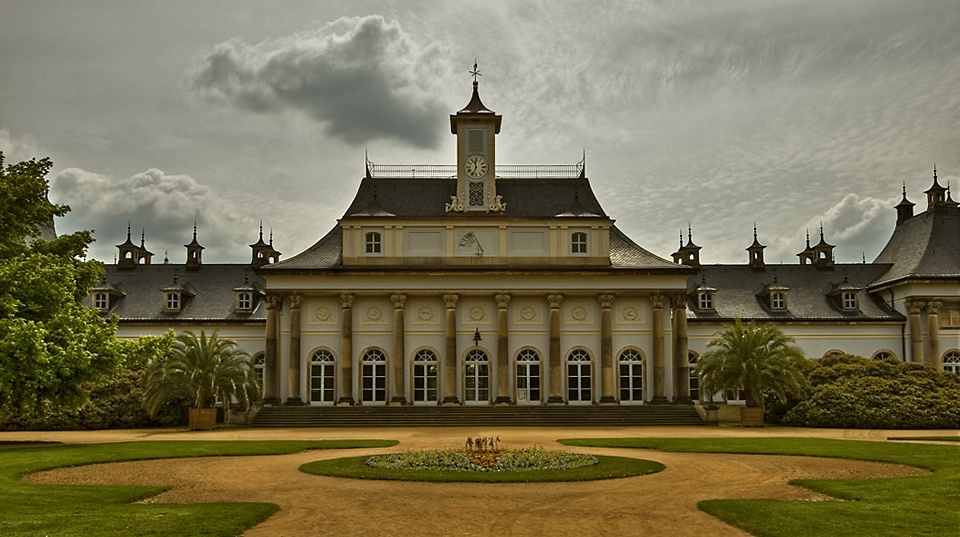
« Nouveau palais » du château de Pillnitz